# Acroporium seriatum
Acroporium seriatum är en bladmossart som beskrevs av Edwin Bunting Bartram 1942. Acroporium seriatum ingår i släktet Acroporium och familjen Sematophyllaceae. Inga underarter finns listade i Catalogue of Life.